# Жан Іполит Огюст де Вільмесан
Жан-Іполит-Огюст Делоне де Вільмессан (Jean Hippolyte Auguste Delaunay de Villemessant; 22 квітня 1810 року, Руан – 12 квітня 1879 року, Монте-Карло) – французький журналіст, власник і видавець газети «Фігаро» (1854—1879 рр.).

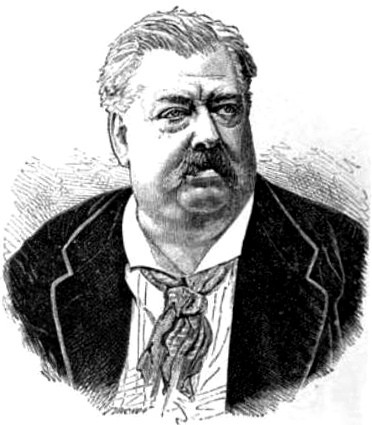

## Біографія
Син полковника П’єра Картьє і Августини-Рене-Луїзи-Франсуази де
Лоне Вільмессан, Іполит де Вільмессан почав свою кар'єру як продавець стрічок.
Не здобувши вищої освіти, у провінції Вільмессан почав займатися галантерейною торгівлею, але розорився і поїхав до Парижа, де займався журналістикою та видавничою справою.
Почав з модного журналу «Sylphide», який заснував у 1838 році. На сторінках журналу друкували про театр, музику і літературу.
У 1841 році заснував газету «Le Miroir des dames».
Журналіст зійшовся з легімістами в 1848–1852 роках заснував газети «Lampion», «La Bouche de fer», «Chronique de Paris», в яких висловлювався проти республіканської влади. Державний переворот 2 грудня змусив замовкнути вільну пресу і відкрив перед Вільмесcаном нову стежку. Він задумав видавати газету, яка відповідала б новому суспільному ладу (вільна від моральних принципів, відповідна паризькому життю).
Так у квітні 1854 році Вільиессан купив видання «Le Figaro».
"Я хотів створити новий журнал, де друкував би переважно матеріали про паризьке життя, плітки, суперечки. Я хотів, аби це був живий паризький журнал", – писав Вільмесcан.
Плітки та скандали с паризького життя викладались у газеті на загальний огляд. Це принесло виданню успіх. Уряд дивився крізь пальці на безперервний ряд дифамацій та клевет, якими наповнювалися стовпці «Le Figaro», бачачи в ньому розвагу для неспокійних парижан.
Він створює постійні короткі розділи, некролог і листи до редактора.
Ряд дуелей і публічних побоїв не охолодили палкого видавця, який, тільки на короткий час поступившись редакцією Вільмо і Жувену, продовжував залишатися душею видання. В останні роки Другої імперії, коли опозиція і загальне невдоволення в країні посилилися, чуйний Вільмессан доручив одному з головних співробітників газети, Анрі Рошфору, відкрити похід проти тих же політичних діячів, за яких він нещодавно стояв горою. Це, проте, не завадило Вільмессану виступити дещо пізніше гарячим захисником Олiв’є.
Після Франко-пруської війни Вільмессан зробився партизаном монархічної реакції, їздив на поклон до графа Шамбору, але щирості його легітимізму не вірили навіть самі монархісти; один із легітимістських журналів влучно прирівняв роялізм Вільмессана до барабана, який своєю порожнечею видає звук, - але від старості барабана звук робиться слабким. Вільмессан останні роки тільки шляхом ексцентричних витівок і сенсаційних статей міг викликати до себе певну громадську увагу.
17 квітня 1879 року «Le Figaro» виходить друком у чорній рамці: Іполит де Вільмессан був

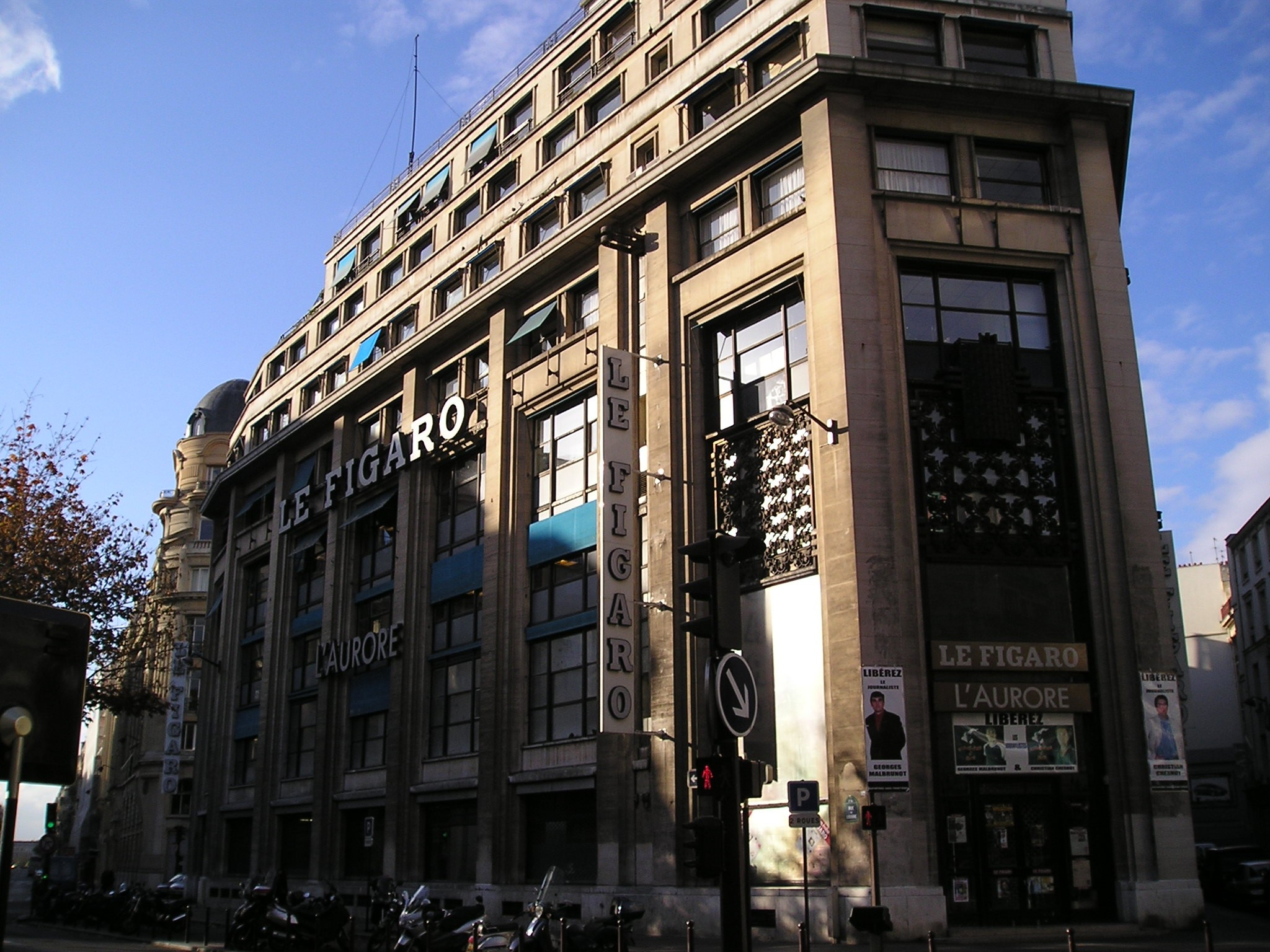
штаб газети "Фігаро"

похований учора на кладовищі Отей.

## Видання
«Gazette de Paris»,
«Gazette rose»,
«Paris Magazin»
«Evénement» (1865)
«Mémoires d’un journaliste» (1876—1878).